# Humada
Humada est une commune d'Espagne située dans la communauté autonome de Castille-et-León, dans la province de Burgos. Elle s'étend sur 85,193 km2 et comptait environ 142 habitants en 2011.

## Géographie
La municipalité de Humada est située au nord-ouest de la province de Burgos, à 20 km de Villadiego et à 59 km de Burgos. Elle est accessible par la route N-627.
Elle a une superficie de 85,19 km², une population de 158 habitants et une densité de 1,85 hab/km².
Elle regroupe les communes de Rebolledo de la Torre et Valle de Valdelucio.
Depuis 2017, elle fait partie du Géoparc Las Loras, le premier géoparc de l'UNESCO en Castille-et-León.

### Climat
Humada possède un climat de type Csb (tempéré avec été secs et tempérés) selon la classification climatique de Köppen. Cependant, la saison sèche, qui ne dure qu'un mois, est faiblement marquée et la classification climatique elle-même se trouve dans la transition du climat Csb au climat océanique Cfb (sans saison sèche).